# Buellia insignis
Buellia insignis är en lavart som först beskrevs av Nägeli ex Hepp, och fick sitt nu gällande namn av Theodor 'Thore' Magnus Fries. Buellia insignis ingår i släktet Buellia och familjen Physciaceae.   Inga underarter finns listade i Catalogue of Life.